# Microblepsis
Microblepsis là một chi bướm đêm thuộc phân họ Drepaninae.